# معاون وزیر امور خارجه آمریکا
معاون وزیر امور خارجه آمریکا (U/S) عنوانی است که توسط آن دسته از مقامات ارشد وزارت خارجه ایالات متحده استفاده می‌شود که رتبه آنها بالاتر از دستیاران وزیر و پایین‌تر از قائم‌مقام وزیر است.
از ۱۹۱۹ تا ۱۹۷۲، معاون وزیر دومین مقام عالی‌رتبه در وزارت امور خارجه (بلافاصله پس از وزیر خارجه ایالات متحده) بود و به عنوان قائم‌مقام اصلی وزیر، دستیار اصلی و سرپرست وزارت در غیاب او وزیر فعالیت می‌کرد. به مقامات قبلی رتبه دوم، منشی اصلی، دستیار وزیر امور خارجه و مشاور بودند. قبل از ۱۹۴۴، تعدادی از مناصب در وزارتخانه مستقیماً به معاون وزیر پاسخگو بودند. در ژوئیه ۱۹۷۲، سمت قائم‌مقام وزیر جایگزین معاون وزیر خارجه شد.
آنچه در پی می‌آید فهرستی از مناصب فعلی با عنوان «معاون وزیر امور خارجه» است:
- معاون وزیر امور خارجه در امور سیاسی
- معاون امور خارجه برای مدیریت
- معاون وزیر امور خارجه در زمینه رشد اقتصادی، انرژی و محیط زیست
- معاون وزیر خارجه در امور کنترل تسلیحات و امنیت بین‌المللی
- معاون وزیر خارجه در امور دیپلماسی عمومی و روابط عمومی
- معاون وزیر خارجه در امور امنیت غیرنظامی، دموکراسی و حقوق بشر

علاوه بر شش معاون منشی، مشاور این وزارتخانه که به وزیر امور خارجه مشاوره می‌دهد دارای رتبه ای معادل معاون وزیر است.

## معاونان وزیر امور خارجه کنونی
| معاون وزیر امور خارجه                                                   | معاون وزیر امور خارجه | معاون وزیر امور خارجه |
| منصب                                                                    | متصدی                 | شروع به کار           |
| ----------------------------------------------------------------------- | --------------------- | --------------------- |
| معاون وزیر امور خارجه در امور سیاسی 1 FAM 041                           | لیزا دی کنا           | ۲۰ ژانویه ۲۰۲۵        |
| معاون وزیر امور خارجه در امور مدیریت 1 FAM 044                          | José Cunningham       | ۵ آوریل ۲۰۲۵ (کفیل)   |
| معاون وزیر امور خارجه در زمینه رشد اقتصادی، انرژی و محیط زیست 1 FAM 042 | Thomas E. Lertsen     | ۲۰ ژانویه ۲۰۲۵        |
| معاون وزیر خارجه در کنترل تسلیحات و امنیت بین‌المللی 1 FAM 043           | Brent T. Christensen  | ۲۰ ژانویه ۲۰۲۵        |
| معاون وزیر خارجه در امور امنیت غیرنظامی، دموکراسی و حقوق بشر 1 FAM 045  | Albert Gombis         | ۲۰ ژانویه ۲۰۲۵        |
| معاون وزیر امور خارجه در امور دیپلماسی عمومی و روابط عمومی 1 FAM 046    | دارن بیتی             | ۴ فوریه ۲۰۲۵          |

## معاونین وزیر امور خارجه، ۱۹۱۹ – ۱۹۷۲
| نام                   | ایالت            | دوره تصدی                       | مشغول به کار در دوره رئیس‌جمهور ایالات متحده آمریکا |
| --------------------- | ---------------- | ------------------------------- | -------------------------------------------------- |
| Frank Polk            | نیویورک (ایالت)  | ۱ ژوئیه ۱۹۱۹ – ۱۵ ژوئن ۱۹۲۰     | وودرو ویلسون                                       |
| Norman Davis          | نیویورک (ایالت)  | ۱۵ ژوئن ۱۹۲۰ – ۷ مارس ۱۹۲۱      | وودرو ویلسون and وارن جی. هاردینگ                  |
| Henry P. Fletcher     | پنسیلوانیا       | ۸ مارس ۱۹۲۱ – ۶ مارس ۱۹۲۲       | وارن جی. هاردینگ                                   |
| William Phillips      | ماساچوست         | ۲۶ آوریل ۱۹۲۲ – ۱۱ آوریل ۱۹۲۴   | وارن جی. هاردینگ and کالوین کولیج                  |
| Joseph Grew           | نیوهمپشایر       | ۱۶ آوریل ۱۹۲۴ – ۳۰ ژوئن ۱۹۲۷    | کالوین کولیج                                       |
| Robert E. Olds        | مینه‌سوتا         | ۱ ژوئیه ۱۹۲۷ – ۳۰ ژوئن ۱۹۲۸     | Calvin Coolidge                                    |
| J. Reuben Clark       | یوتا             | ۳۱ اوت ۱۹۲۸ – ۱۹ ژوئن ۱۹۲۹      | Calvin Coolidge and هربرت هوور                     |
| Joseph P. Cotton      | نیویورک (ایالت)  | ۲۰ ژوئن ۱۹۲۹ – ۱۰ مارس ۱۹۳۱     | Herbert Hoover                                     |
| William R. Castle Jr. | واشینگتن، دی.سی. | ۲ آوریل ۱۹۳۱ – ۵ مارس ۱۹۳۳      | Herbert Hoover and فرانکلین دلانو روزولت           |
| William Phillips      | ماساچوست         | ۶ مارس ۱۹۳۳ – ۲۳ اوت ۱۹۳۶       | Franklin Roosevelt                                 |
| Sumner Welles         | مریلند           | ۲۱ مه ۱۹۳۷ – ۳۰ سپتامبر ۱۹۴۳    | Franklin Roosevelt                                 |
| Edward Stettinius Jr. | ویرجینیا         | ۴ اکتبر ۱۹۴۳ – ۳۰ نوامبر ۱۹۴۴   | Franklin Roosevelt                                 |
| Joseph Grew           | نیویورک (ایالت)  | ۲۰ دسامبر ۱۹۴۴ – ۱۵ اوت ۱۹۴۵    | Franklin Roosevelt and هری ترومن                   |
| دین اچسون             | مریلند           | ۱۶ اوت ۱۹۴۵ – ۳۰ ژوئن ۱۹۴۷      | Harry Truman                                       |
| رابرت لاوت            | نیویورک (ایالت)  | ۱ ژوئیه ۱۹۴۷ – ۲۰ ژانویه ۱۹۴۹   | Harry Truman                                       |
| جیمز وب               | کارولینای شمالی  | ۲۸ ژانویه ۱۹۴۹ – ۲۹ فوریه ۱۹۵۲  | Harry Truman                                       |
| David K. E. Bruce     | ویرجینیا         | ۱ آوریل ۱۹۵۲ – ۲۰ ژانویه ۱۹۵۳   | Harry Truman                                       |
| Walter Bedell Smith   | واشینگتن، دی.سی. | ۹ فوریه ۱۹۵۳ – ۱ اکتبر ۱۹۵۴     | دوایت آیزنهاور                                     |
| Herbert Hoover Jr.    | کالیفرنیا        | ۴ اکتبر ۱۹۵۴ – ۵ فوریه ۱۹۵۷     | Dwight D. Eisenhower                               |
| کریستین هرتر          | ماساچوست         | ۲۱ فوریه ۱۹۵۷ – ۲۲ آوریل ۱۹۵۹   | Dwight D. Eisenhower                               |
| C. Douglas Dillon     | نیوجرسی          | ۱۲ ژوئن ۱۹۵۹ – ۴ ژانویه ۱۹۶۱    | Dwight D. Eisenhower                               |
| Chester Bowles        | کنتیکت           | January 25 – ۳ دسامبر ۱۹۶۱      | جان اف. کندی                                       |
| جورج بال              | واشینگتن، دی.سی. | ۴ دسامبر ۱۹۶۱ – ۳۰ سپتامبر ۱۹۶۶ | John F. Kennedy and لیندون بی. جانسون              |
| نیکلاس کاتزنباخ       | نیوجرسی          | ۳ اکتبر ۱۹۶۶ – ۲۰ ژانویه ۱۹۶۹   | لیندون بی. جانسون                                  |
| Elliot Richardson     | ماساچوست         | ۲۳ ژانویه ۱۹۶۹ – ۲۳ ژوئن ۱۹۷۰   | ریچارد نیکسون                                      |
| John N. Irwin II      | نیویورک (ایالت)  | ۲۱ سپتامبر ۱۹۷۰ – ۱۲ ژوئیه ۱۹۷۲ | نیکسون                                             |